# Катериновка (Царичанский район)
Катериновка (укр. Катеринівка) — село,
Цибульковский сельский совет,
Царичанский район,
Днепропетровская область,
Украина.
Код КОАТУУ — 1225685004. Население по переписи 2001 года составляло 92 человека .

## Географическое положение
Село Катериновка находится на левом берегу реки Орель (в этом месте направление течения реки было изменено на противоположное),
выше по течению на расстоянии в 4,5 км расположено село Приднепрянское (Кобелякский район),
на противоположном берегу — село Плавещина (Петриковский район).
Вокруг села много заболоченных озёр.